# Мина Танака
Мина Танака (јап. 田中 美南; 28. април 1994) јапанска је фудбалерка.

## Репрезентација
За репрезентацију Јапана дебитовала је 2013. године. За тај тим одиграла је 35 утакмица и постигла је 14 голова.

## Статистика
| Јапан  | Јапан | Јапан |
| Год.   | Ута.  | Гол.  |
| ------ | ----- | ----- |
| 2013   | 4     | 1     |
| 2014   | 0     | 0     |
| 2015   | 2     | 0     |
| 2016   | 0     | 0     |
| 2017   | 14    | 5     |
| 2018   | 15    | 8     |
| Укупно | 35    | 14    |